# Margaret McDermott Bridge
Margaret McDermott Bridge è un ponte costruito a Dallas e progettato da Santiago Calatrava.
Il ponte viene utilizzato per il trasporto autostradale attraversa il fiume Trinity in Texas. È stato chiamato in onore di Margaret McDermott.